# Valérie Marcoux
Valérie Marcoux (Ottawa, 1 april 1980) is een Canadees voormalig kunstschaatsster. Marcoux nam met haar schaatspartner Craig Buntin deel aan de Olympische Winterspelen in Turijn. Ze werden er elfde. Eerder schaatste ze met Bruno Marcotte (2000-02).

## Biografie
Marcoux' moeder en zus waren kunstschaatssters en haar vader deed aan ijshockey. Zij begon zelf op driejarige leeftijd met kunstschaatsen. Van 2000 tot 2002 schaatste Marcoux met Bruno Marcotte. Ze werden in 2002 twaalfde bij de WK en vierde bij de 4CK. Ze ging hetzelfde jaar een samenwerking aan met Craig Buntin. Het paar werd drie keer Canadees kampioen en won in 2004 brons bij de 4CK. Ze werden daarnaast elfde bij de Olympische Winterspelen in Turijn. Marcoux stopte in 2007 met schaatsen.

## Belangrijke resultaten
tot 1999 solo, 2000-2002 met Bruno Marcotte, 2002-2007 met Craig Buntin
| Kampioenschap                | 98/99 |               | 00/01         | 01/02         |               | 02/03         | 03/04         | 04/05         | 05/06         | 06/07 |
| ---------------------------- | ----- | ------------- | ------------- | ------------- | ------------- | ------------- | ------------- | ------------- | ------------- | ----- |
| Olympische Spelen            |       |               |               |               |               |               | 11e           |               |               |       |
| Wereldkampioenschap          |       |               | 12e           |               | 9e            | 9e            | 5e            | 6e            |               |       |
| Viercontinentenkampioenschap |       |               | 4e            |               | Brons         |               |               | 4e            |               |       |
| Grand Prix-finale            |       |               |               |               |               |               |               | 5e            |               |       |
| Nationaal kampioenschap      |       | 4e            | 4e            | 4e            | Goud          | Goud          | Goud          | Zilver        |               |       |
| NK junioren                  | 5e    | geen deelname | geen deelname | geen deelname | geen deelname | geen deelname | geen deelname | geen deelname | geen deelname |       |